# ريميجيو مولينا
ريميجيو مولينا (بالإسبانية: Remigio Molina)‏ مواليد 6 نوفمبر 1977 في إنتري ريوس، الأرجنتين، هو ملاكم أرجنتيني يصنف ضمن فئة الوزن الخفيف. شارك في دورة الألعاب الأولمبية الصيفية سنة 1992.

## إحصائيات
خاض خلال مسيرته 47 نزالا، فاز في 38 وتعادل في 1 وخسر في 8. فاز بالضربة القاضية في 14 نزالا.

## روابط خارجية
- ريميجيو مولينا على موقع بوكس ريك (الإنجليزية) (registration required)
- ريميجيو مولينا على موقع أوليمبيديا (الإنجليزية)